# Rajd Dakar 1981

Mapa Rajdu Paryż-Dakar w 1981 roku.

Rajd Dakar 1981 – trzecia edycja Rajdu Paryż-Dakar. Wystartował 1 stycznia 1981 z Paryża i zakończył się 20 stycznia 1981 w Dakarze. W rajdzie wystartowało 105 motocykli, 166 samochodów i 16 ciężarówek. Ostatecznie rywalizację ukończyło 31 motocykli, 52 samochody i 8 ciężarówek. Całkowita długość trasy wynosiła 6263 km, w tym 3357 km odcinków specjalnych (rajd przebiegał kolejno przez Francję, Algierię, Mali, Górną Woltę, Wybrzeże Kości Słoniowej i Senegal). Rajd otrzymał certyfikat FIA.

## Etapy
| Etap | Data        | Start                   | Meta                    | Odległość               |                         |
| ---- | ----------- | ----------------------- | ----------------------- | ----------------------- | ----------------------- |
| 1    | 1 stycznia  | Paryż                   | Olivet                  | 5 km                    |                         |
| 2    | 2 stycznia  | Olivet                  | Sète                    | 7,5 km                  |                         |
|      | 3 stycznia  | Przeprowadzka do Afryki | Przeprowadzka do Afryki | Przeprowadzka do Afryki | Przeprowadzka do Afryki |
| 3    | 4 stycznia  | Algier                  | Moudjbara               | 300 km                  |                         |
| 4    | 5 stycznia  | Moudjbara               | Bordj Omar Driss        | 949 km                  |                         |
| 5    | 6 stycznia  | Bordj Omar Driss        | Tit                     | 605 km                  |                         |
| 6    | 7 stycznia  | Tit                     | Timeaouine              | 540 km                  |                         |
| 7    | 8 stycznia  | Timeaouine              | Gao                     | 740 km                  |                         |
|      | 9 stycznia  | Dzień przerwy           | Dzień przerwy           | Dzień przerwy           | Dzień przerwy           |
| 8    | 10 stycznia | Gao                     | Timbuktu                | 412 km                  |                         |
| 9    | 11 stycznia | Timbuktu                | Niono                   | 570 km                  |                         |
| 10   | 12 stycznia | Niono                   | Bobo Dioulasso          | 1080 km                 |                         |
| 11   | 13 stycznia | Bobo Dioulasso          | Bouna                   | 828 km                  |                         |
| 12   | 14 stycznia | Bouna                   | Korhogo                 | 326 km                  |                         |
| 13   | 15 stycznia | Korhogo                 | Kolokani                | 310 km                  |                         |
|      | 16 stycznia | Dzień przerwy           | Dzień przerwy           | Dzień przerwy           | Dzień przerwy           |
| 14   | 17 stycznia | Kolokani                | Nioro                   | 297 km                  |                         |
| 15   | 18 stycznia | Nioro                   | Bakel                   | 325 km                  |                         |
| 16   | 19 stycznia | Bakel                   | Louga                   | 143 km                  |                         |
| 17   | 20 stycznia | Louga                   | Dakar                   | 96 km                   |                         |

## Klasyfikacja końcowa

### Motocykle
| Miejsce | Motocyklista         | Marka         |
| ------- | -------------------- | ------------- |
| 1       | Hubert Auriol        | BMW GS 800    |
| 2       | Serge Bacou          | Yamaha 500 XT |
| 3       | Michel Merel         | Yamaha 500 XT |
| 4       | Jean-Claude Morellet | BMW GS 800    |
| 5       | Gilles Francru       | KTM 495       |
| 6       | Alain Padou          | Honda XLS 500 |
| 7       | Bernard Neimer       | BMW GS 800    |
| 8       | Philippe Vassard     | Honda XLS 500 |
| 9       | Christian Becker     | Yamaha XT 500 |
| 10      | Christine Martin     | Honda XLS 250 |

### Samochody
| Miejsce | Kierowca              | Pilot              | Marka           |
| ------- | --------------------- | ------------------ | --------------- |
| 1       | René Metge            | Bernard Giroux     | Range Rover V8  |
| 2       | Hervé Cotel           | Claude Corbetta    | Buggy Cotel     |
| 3       | Jean-Claude Briavoine | André Deliaire     | Łada Niva       |
| 4       | Jean-Pierre Simon     | Etienne Boulanger  | Range Rover V8  |
| 5       | Bruno Groine          | Laurent Nogrette   | Mercedes 300 GD |
| 6       | Patrick Zaniroli      | Dominique Lemoyne  | Range Rover V8  |
| 7       | Jacques Delefortrie   | Pierre Delefortrie | Toyota BJ 43    |
| 8       | Yvan Lahaye           | Pierre Coquant     | Toyota BJ       |
| 9       | Christian Barruel     | Denis Cerou        | Mercedes 240 CD |
| 10      | Philippe Simonin      | André Korotkevitch | Mercedes 230 G  |

### Ciężarówki
| Miejsce | Kierowca – Pilot – Mechanik                           | Marka            |
| ------- | ----------------------------------------------------- | ---------------- |
| 1       | Adrien Villette, Henri Gabrelle, Alain Voillereau     | ALM-ACMAT        |
| 2       | Jacques Briy, Jean Salou, Gustave Peu                 | Ford 4430        |
| 3       | Georges Groine, Thierry De Saulieu, Bernard Malferiol | Mercedes 1932 AK |
| 4       | Christian Duboscq, Jacqueline Duboscq, Yvon Colvez    | MAN 13168        |
| 5       | Jean-Claude Blaquié, Hubert Bardet                    | Iveco 190 PAC 26 |
| 6       | Jacques Seret, Philippe Blot, Christian Delcambre     | Renault SM8      |
| 7       | Jean-Claude Avoyne, Georges Landais                   | LEYLAND MARATHON |
| 8       | Kurt Liechti, Fritz Kobel, Marc Proz                  | MAN 26280 DMAK   |